# Ангулемский договор

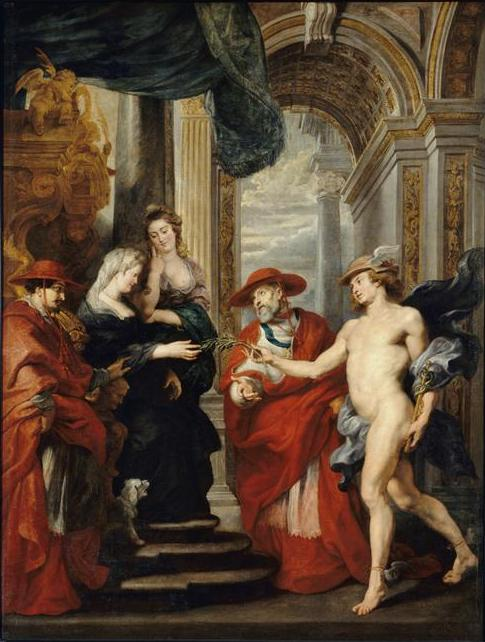
Рубенс. Ангулемский договор. Лувр. 1621—1625

Ангулемский договор или Ангулемский мир (фр. Traité d'Angoulême) — договор, подписанный 10 августа 1619 года между королевой Марией Медичи и её сыном, королём Людовиком XIII Справедливым в Ангулеме (Франция). Договор готовил будущий кардинал Ришельё.
Подписанный документ официально положил конец гражданской войне во Франции между сторонниками королевы Марии Медичи, вступившей в заговор с герцогом д’Эперноном, в прошлом одним из самых близких миньонов короля Генриха III, и сторонниками короля Людовика XIII.
Людовик XIII оплатил долги королевы-матери в сумме 1 800 000 ливров. Мария Медичи получила в управление Анжу. Герцог д’Эпернон был прощён.
Художник Питер Пауль Рубенс создал полотно «Ангулемский договор», на котором, принимая ветвь оливы в знак мира, Мария Медичи соглашается примириться с сыном, представленным на картине в образе Гермеса. Мастер изображает Марию на королевском троне, увенчанную венком, символом мудрости и мученичества. Рядом стоит кардинал Ришельё, с самого начала ведущий переговоры между сторонами. Другой кардинал, непосредственно составивший сам договор, ведёт Людовика с символом мира — оливковой ветвью.